# Uarizes (general de Sapor II)
Uarizes (em grego: Ουαρίζης; romaniz.: Ouarízes; em persa médio: Wahrich, Wahriz; em armênio/arménio: Ւահրիչ; romaniz.: Vahrich) foi um oficial sassânida do século IV, ativo durante o reinado do xá Sapor II (r. 309–379). Segundo Fausto, o Bizantino, era filho de Uarizes. Durante o reinado do rei Ársaces II (r. 350–368), o xá atacou a Armênia. Após a morte do general persa Demavunde Usemacã nas mãos de Vasaces I, Sapor enviou Uarizes com alegados quatro milhões tropas para pilhar e destruir o país. Ao chegarem num local chamado Maxazeane, foram atacados por 40 mil armênios liderados por Vasaces. Uarizes foi morto e suas tropas foram aniquiladas.